# Rhizochaete brunnea
Rhizochaete brunnea är en svampart som beskrevs av Gresl., Nakasone & Rajchenb. 2004. Rhizochaete brunnea ingår i släktet Rhizochaete och familjen Phanerochaetaceae.   Inga underarter finns listade i Catalogue of Life.